# Fissidens angustinervis
Fissidens angustinervis är en bladmossart som beskrevs av Thériot 1923. Fissidens angustinervis ingår i släktet fickmossor, och familjen Fissidentaceae. Inga underarter finns listade i Catalogue of Life.